# Модель Васичека
Модель Васічека (Vasicek) — однофакторная математична модель, що описує еволюцію так званої миттєвої процентної ставки. 

## Опис
Модель запропонована Олдржихом Вашічеком в 1977 році. Однофакторность пов'язана з тим, що в моделі бере участь лише одне джерело невизначеності динаміки ставки. В рамках даної моделі, передбачається, що процентна ставка коливається навколо середнього рівня. Це перша модель, що враховує особливість процентних ставок, та відрізняє їх, наприклад, від динаміки цін. Процентні ставки не можуть рости до безкінечності, так як їх високий рівень обмежить економічну діяльність і після певної межі зведе її нанівець. З іншого боку, ставки не можуть бути від'ємними. Таким чином, ставки повинні рухатися в обмеженому діапазоні з тенденцією до повернення до деякого середнього рівня (англ. mean reversion). Недолік моделі Васичека полягає в тому, що теоретично ставка може бути і негативною.

## Математична модель
Математично модель записується у вигляді наступного стохастичного диференціального рівняння дифузійного типу (рівняння Орнштейн — Уленбека):
{\displaystyle dr_{t}=\alpha (\beta -r_{t})\Delta t+\sigma \epsilon {\sqrt {\Delta t}}}
де {\displaystyle \epsilon {\sqrt {\Delta t}}} — вінерівський процес ({\displaystyle \epsilon } — випадковий вибір зі стандартного нормального розподілу в момент t: {\displaystyle \epsilon \left(t\right)\sim \mathrm {N} \left(0,1\right)}),
{\displaystyle \beta } — середній (довгостроковий) рівень процентної ставки,
{\displaystyle \alpha } — параметр, що характеризує швидкість повернення до середнього значення ({\displaystyle 0\leq \alpha \leq 1}),
{\displaystyle \sigma }  — параметр волатильності. У моделі Васичека волатильність ставки не залежить від поточного значення ставки.

## Рішення рівняння
Розв'язок рівняння Васичека має вигляд:
{\displaystyle r_{t}=r_{0}e^{-\alpha t}+\beta (1-e^{-\alpha t})+\sigma e^{-\alpha t}\int _{0}^{t}e^{\alpha s}dW_{s}}
Математичне сподівання і волатильність ставки дорівнюють:
{\displaystyle E(r_{t})=r_{0}e^{-\alpha t}+\beta (1-e^{-\alpha t})=\beta +(r_{0}-\beta )e^{-\alpha t}~,~~V(r_{t})={\frac {\sigma ^{2}}{2\alpha }}(1-e^{-2\alpha t})}
Отже при {\displaystyle t\rightarrow \infty } маємо довгостроковий середній рівень ставки і волатильність {\displaystyle E(r)=\beta ~,~~V(r)={\frac {\sigma ^{2}}{2\alpha }}}

## Крива прибутковості
Рівняння кривої прибутковості (строкової структури процентних ставок), що відповідає моделі Васичека має вигляд:
{\displaystyle R(t)=R_{\infty }+(r_{0}-R_{\infty }){\frac {1-e^{-\alpha t}}{\alpha t}}+{\frac {\sigma ^{2}(1-e^{-\alpha t})^{2}}{4\alpha ^{3}t}}~,~~R_{\infty }=\lim _{t\rightarrow \infty }R(t)=\beta +\lambda \sigma /a-0.5\sigma ^{2}/\alpha ^{2}}
{\displaystyle \lambda } — ринкова ціна ризику, що визначається з умови відсутності арбітражу при формуванні облігацій з різними термінами до погашення.